# Камишло
Камишло (груз. კამიშლო, азерб. Qamışlı) — село в подчинении сельской административно-территориальной единицы Гугути, Дманисского муниципалитета, края Квемо-Картли республики Грузия с 99 %-ным азербайджанским населением. Находится в юго-восточной части Грузии, на территории исторической области Борчалы.

## История
Название села упоминается в исторических документах 1536 года под названием Камышкенд (азерб. Qamışkənd). Первая перепись населения в селе была проведена в 1870 года, во время переписи населения региона. В некоторых современных географических и топографических картах используется грузинский вариант названия села - Кули.

### Топоним
Топоним села предположительно связан с названием Кызылбашского племени «Комушлу» (азерб. «Komuşlu»).

## География
Село расположено на Башкечидском плато, в 40 км к юго-востоку от районного центра Дманиси, на высоте 1460 метров от уровня моря.
Граничит с городом Дманиси, селами Локджандари, Гора, Гугути, Сакире, Амамло, Ангревани, Мамишло, Сафарло, Безакло, Ткиспири, Мтисдзири, Земо-Орозмани, Квемо-Орозмани, Ваке, Джавахи, Дунуси, Далари, Гантиади, Патара-Дманиси, Укангори, Машавера, Диди-Дманиси и Вардисубани Дманисского Муниципалитета.

## Население
По данным Государственного статистического комитета Грузии, согласно официальной переписи 2002 года, численность населения села Камишло составляет 355 человек и на 99 % состоит из азербайджанцев.

## Экономика
Население в основном занимается овцеводством, скотоводством и овощеводством. В селе имеется питьевой источник воды.

## Достопримечательности
- Средняя школа - построена в 1921 году.[7][12]